# Квільч (гміна)
Гміна Квільч (пол. Gmina Kwilcz) — сільська гміна у північно-західній Польщі. Належить до Мендзиходського повіту Великопольського воєводства.
Станом на 31 грудня 2011 у гміні проживало 6289 осіб.

## Територія
Згідно з даними за 2007 рік площа гміни становила 141.78 км², у тому числі:
- орні землі: 60.00%
- ліси: 29.00%

Таким чином, площа гміни становить 19.25% площі повіту.

## Населення
Станом на 31 грудня 2011:
| Опис     | Загалом | Загалом | Чоловіки | Чоловіки | Жінки | Жінки |
| -------- | ------- | ------- | -------- | -------- | ----- | ----- |
| одиниця  | осіб    | %       | осіб     | %        | осіб  | %     |
| все      | 6289    | 100     | 3152     | 50.12    | 3137  | 49.88 |
| міське   | 0       | 100     | 0        |          | 0     |       |
| сільське | 6289    | 100     | 3152     | 50.12    | 3137  | 49.88 |

## Сусідні гміни
Гміна Квільч межує з такими гмінами: Львувек, М'єндзихуд, Пневи, Серакув, Хжипсько-Вельке.